# Championnat du Liban d'échecs
Le championnat du Liban d'échecs est une compétition d'échecs organisée par la fédération d'échecs du Liban. La première édition officielle a lieu en 1953, et la première édition réservée aux femmes en 1994.

## Histoire du championnat
Avant sa création officielle, des joueurs d' échecs libanais organisent un tournoi en 1943 pour déterminer un champion officieux. Il est remporté par Charles Salameh. En 1953, ce dernier remporte aussi la première édition du championnat officiel. Le championnat a lieu régulièrement, sauf pendant les années de guerre en 1969, 1973 et 1975 à 1991. La mort d'Edgard Chalabi empêche la tenue du championnat en 1963. Il n'y a pas eu non plus de championnat en 2006. Le championnat féminin débute en 1994.
Les hommes et les femmes jouent ensemble dans un seul tournoi. Le joueur, homme ou femme, avec le plus de points à l'issue du championnat remporte le championnat masculin (général), et la joueuse avec le plus de points parmi les femmes remporte le championnat féminin. 
En 2005, la maître international féminine Knarik Mouradian, âgée de 22 ans, est devenue la première femme à remporter le championnat masculin (qui est donc mixte), remportant huit matchs, trois nulles et n'en perdant aucun (9,5 / 11). Ahmad Najjar a terminé deuxième. En 2007, ils ont échangé leurs places, Najjar remportant le championnat masculin (mixte) avec 8 points sur 9 et Mouradian à la deuxième place à un demi-point avec 7,5 / 9 pour remporter le seul championnat féminin.
En janvier 2019, Antoine Emile Kassis est sacré vainqueur du championnat du Liban d'échecs.

## Vainqueurs du championnat mixte
| Année | Champion mixte[1]       | Lauréate du championnat féminin[1] |
| ----- | ----------------------- | ---------------------------------- |
| 1953  | Charles Salameh         | –                                  |
| 1955  | Georges Malias          | –                                  |
| 1956  | Edgard Chalabi          | –                                  |
| 1957  | Serge Majarov           | –                                  |
| 1958  | Edgard Chalabi          | –                                  |
| 1959  | Carlos Maalouf          | –                                  |
| 1960  | Serge Majarov           | –                                  |
| 1961  | Fares Farah             | –                                  |
| 1962  | Serge Majarov           | –                                  |
| 1964  | Charles Salameh         | –                                  |
| 1965  | Jacques Bedros          | –                                  |
| 1966  | Maurice Gabriel         | –                                  |
| 1967  | Antoine Ghaleb          | –                                  |
| 1968  | Charles Salameh         | –                                  |
| 1970  | Samir Sursock           | –                                  |
| 1971  | Samir Sursock           | –                                  |
| 1972  | Andre Tarazi            | –                                  |
| 1974  | Safwan Akkari           | –                                  |
| 1992  | Samir Sursock           | –                                  |
| 1993  | Mounir Tawbeh           | –                                  |
| 1994  | Fadi Eid                | Danielle Ghattas                   |
| 1995  | Antoine Kassis          | Suzan Mouradian                    |
| 1996  | Ahmad Najjar            | Knarik Mouradian                   |
| 1997  | Mansour Assaf           | Knarik Mouradian                   |
| 1998  | Fadi Eid                | Knarik Mouradian                   |
| 1999  | Ahmad Najjar            | Suzan Mouradian                    |
| 2000  | Abdulaziz Mahmoud       | Knarik Mouradian                   |
| 2001  | Haytham Omar            | Knarik Mouradian                   |
| 2002  | Faysal Khairallah       | Suzan Mouradian                    |
| 2003  | Faysal Khairallah       | Suzan Mouradian                    |
| 2004  | Faysal Khairallah       | Knarik Mouradian                   |
| 2005  | Knarik Mouradian        | Suzan Mouradian                    |
| 2007  | Najjar Ahmad            | Knarik Mouradian                   |
| 2008  | Faysal Khairallah       | Knarik Mouradian                   |
| 2009  | Fadi Eid                | Maya Jalloul                       |
| 2010  | Amro El Jawich          | Knarik Mouradian                   |
| 2011  | Faysal Khairallah       |                                    |
| 2012  | Faysal Khairallah[2]    |                                    |
| 2013  | Ibrahim Chahrour[3]     |                                    |
| 2014  | Faysal Khairallah[4]    |                                    |
| 2015  | Amro El Jawich[5]       |                                    |
| 2016  | Faysal Khairallah[6]    |                                    |
| 2018  | Antoine Emile Kassis[7] |                                    |
| 2019  | Antoine Emile Kassis    |                                    |
| 2020  | Ahmad Najjar[8]         |                                    |
| 2021  |                         |                                    |
| 2022  | Amro El Jawich[9]       |                                    |
| 2023  | Ahmad Najjar[8]         |                                    |
| 2024  | Akram Khoder [10]       | Nadia Fawaz [11]                   |